# Jennarong Phupha
Jennarong Phupha (thailändisch เจนณรงค์ ภูผา, * 6. Mai 1997) ist ein thailändischer Fußballspieler.

## Karriere
Jennarong Phupha stand bis Ende 2020 beim Trang FC unter Vertrag. Wo er vorher gespielt hat, ist unbekannt. Der Verein aus Trang spielte in der dritten Liga, der Thai League 3. Hier spielte Trang in der Southern Region. Ende Dezember 2020 wechselte er zum Ranong United FC. Mit dem Verein aus Ranong spielte er in der zweiten Liga. Sein Zweitligadebüt für Ranong gab er am 27. Dezember 2020 im Auswärtsspiel gegen den Nongbua Pitchaya FC. Hier stand er in der Startelf und spielte die kompletten 90 Minuten. Für Ranong bestritt er insgesamt 76 Ligaspiele. Am Ende der Saison 2022/23 musste er mit dem Verein den Weg in die Drittklassigkeit antreten. Nach dem Abstieg verließ er den Verein. Im Juni 2023 unterschrieb er einen Vertrag beim Erstligaaufsteiger Nakhon Pathom United FC. Am Ende der Saison 2024/25 belegte er mit Nakhon Pathom den vorletzten Tabellenplatz und musste somit in die zweite Liga absteigen.